# 槲树果科
槲树果科又名假槲树科或橡子木科，只有1属约12种，分布在新喀里多尼亚、斐济和澳大利亚的昆士兰州。
本科植物为乔木或灌木；单叶互生或轮生，无托叶；花单性，雌雄异株，雄花为葇荑花序，雌花单生，均无花被；果实为坚果，类似橡实。
1981年的克朗奎斯特分类法将其列在壳斗目中，1998年根据基因亲缘关系分类的APG 分类法认为应该分在金虎尾目中，2003年经过修订的APG II 分类法维持原分类。